# Reservas bancárias
As reservas bancárias são depósitos de bancos em contas do seu banco central (por exemplo o Banco Central Europeu ou a Reserva Federal, neste último caso incluindo fundos federais, mais moeda fisicamente depositada na caixa-forte do banco).
Os bancos centrais de alguns países estipulam depósitos compulsórios mínimos. Mesmo quando não existe tal exigência, os bancos costumam manter, voluntariamente, algumas reservas, chamadas reservas desejáveis, para fazer frente a situações inesperadas, como uma corrida aos bancos.